# Schubboden

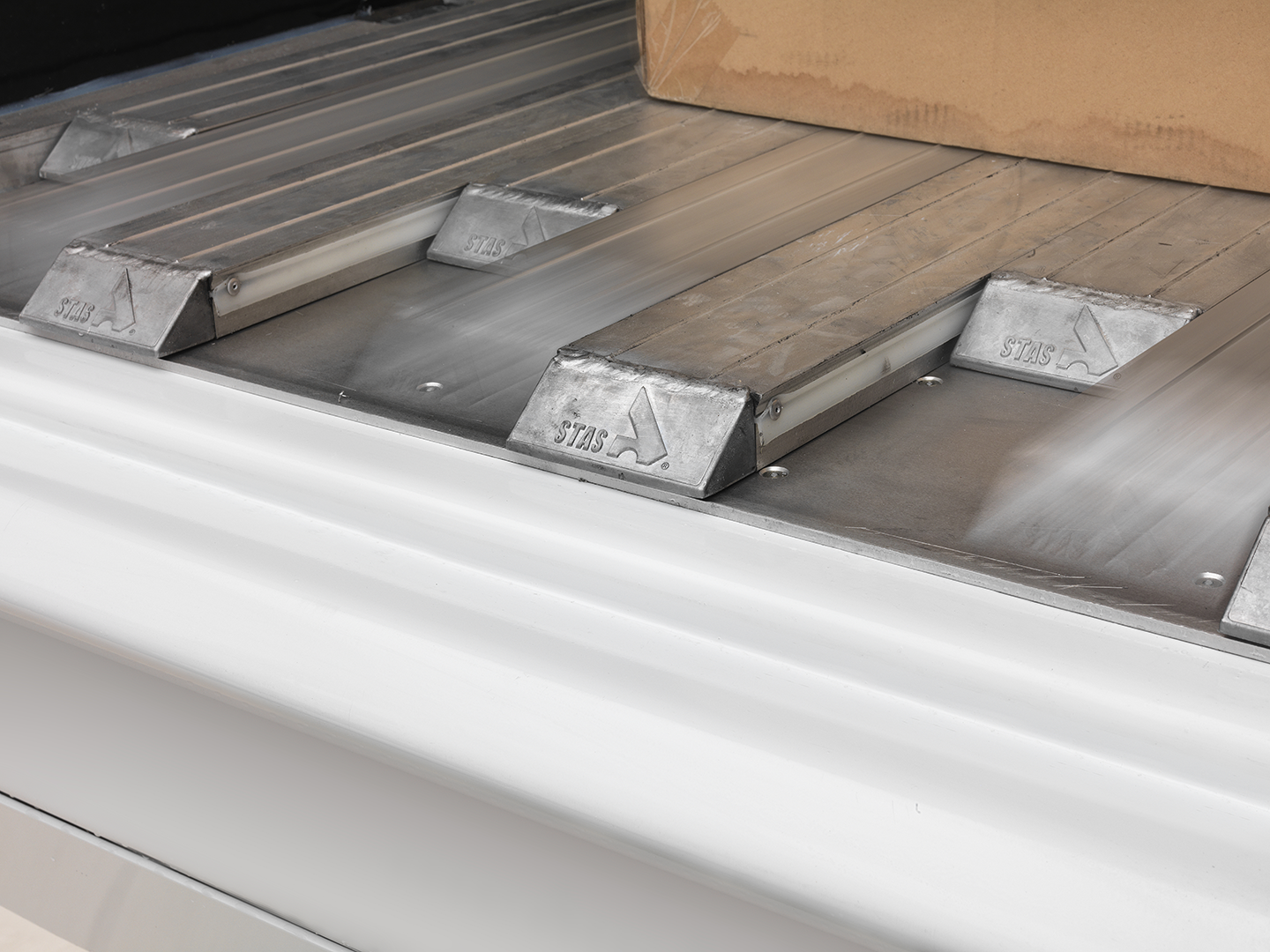
Schubboden in einem Sattelauflieger

Schematischer Ablauf

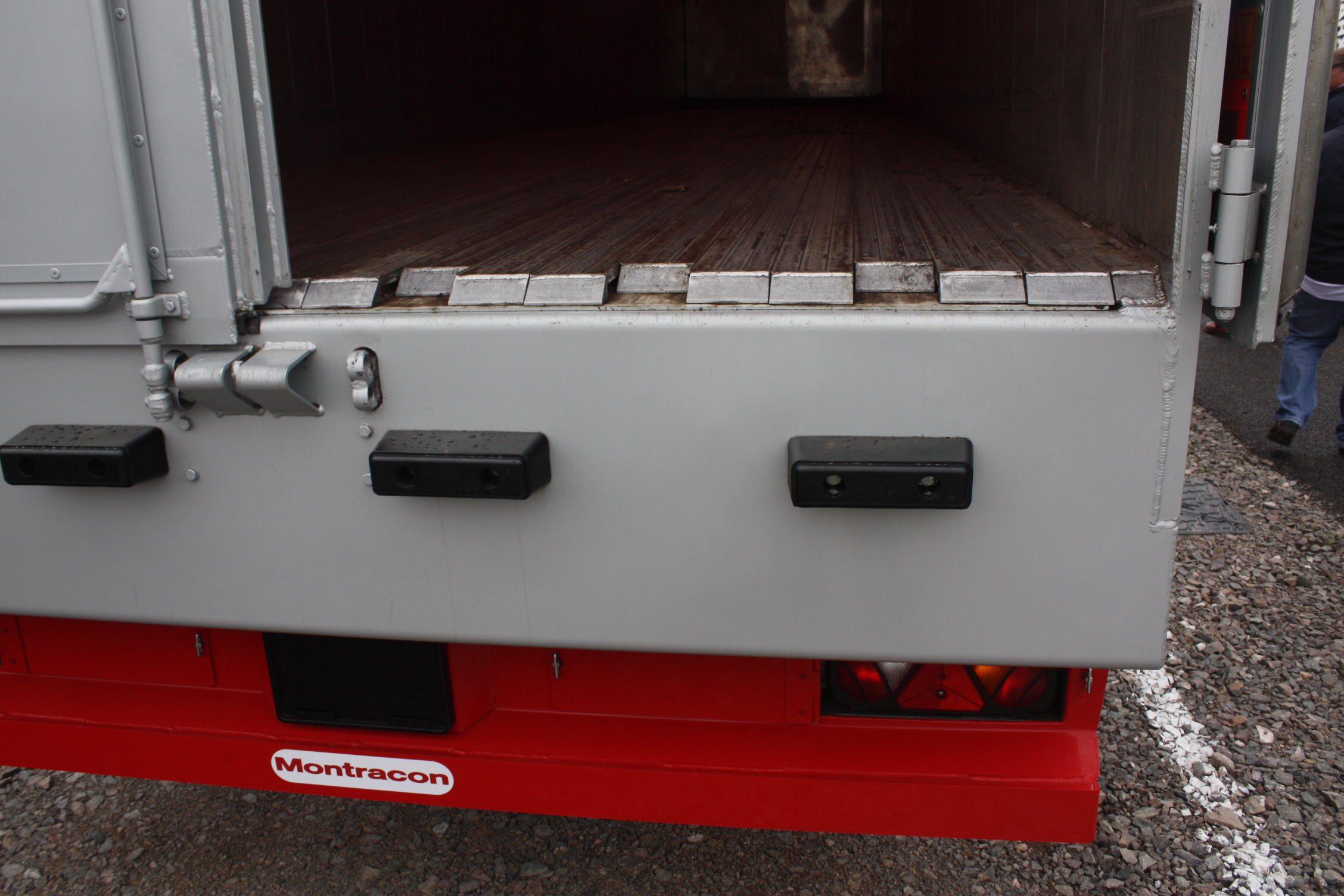
Heckansicht eines Sattelaufliegers mit Schubboden

Schubboden, auch als Schiebeboden bekannt, ist die Bezeichnung für einen hydraulisch angetriebenen, beweglichen Boden, der in der Förder- und Fahrzeugtechnik eingesetzt wird. Durch den lückenlosen Aufbau des Bodens können Stückgut und Transportbehälter wie Bigbags ebenso wie lose Schüttgüter über kurze Strecken automatisiert fortbewegt werden.
Der Boden besteht aus beweglichen Lamellen, die durch einen hydraulischen Antrieb bewegt werden und das Ladegut vor und wieder zurück befördern können.
Zunächst bewegen sich alle Lamellen gemeinsam in eine Richtung. Anschließend wird in einer Bewegungsphase jeweils nur jede dritte Lamelle wieder nach hinten geschoben, bis sich nach der dritten Bewegungsphase alle Lamellen wieder in der Ausgangsposition befinden. Da sich nur jede dritte Lamelle bewegt, rutschen diese Lamellen unter dem stehenden Ladegut durch, bis anschließend wieder sämtliche Lamellen zugleich verfahren werden.
Zum Bewegen von Paletten und Ladegut mit steifem Boden können statt jeder dritten alternativ auch jeweils jede zweite Lamelle zusammengeschaltet werden, wenn die Lamellen einer Gruppe zusätzlich geringfügig angehoben werden können. Nachdem alle Lamellen gemeinsam das Ladegut bewegt haben, hebt jeweils jede zweite Lamelle das Ladegut an, während die übrigen Lamellen zurückfahren.

## Funktion
Der Schubboden besteht aus längsverschiebbaren Lamellen, die ohne Zwischenräume ineinander greifen. Nebeneinander angeordnet teilen sich diese Längsbahnen in Zonen auf. Jede dieser Zonen wird durch hydraulische Zylinder angetrieben und verschiebt die einzelnen Segmente in eine vorbestimmte Richtung.
Der Ablauf (hier das Entladen eines Sattelaufliegers):
- Die erste Längsbahn wird unter der Ladung nach vorne (von der Ausladekante weg) geschoben.
- Die zweite Längsbahn wird unter der Ladung nach vorne geschoben.
- Die dritte Längsbahn fährt nun unter der Ladung nach vorne.
- Alle Profile, und damit auch die Ladung, bewegen sich gemeinsam in Richtung der Ausladekante.

Dieser Ablauf wird so lange wiederholt, bis die Entladeposition erreicht ist.

## Anwendungen

### Fahrzeugtechnik
Der Vorteil von Schubboden-Aufliegern besteht in ihren flexiblen Einsatzmöglichkeiten, da sowohl Stückgut als auch lose Güter befördert werden können. Mit einem hohen Nutzvolumen der Lkw-Auflieger bis zu 100 m³ eignen sich diese Fahrzeuge vor allem für den Transport von voluminösen und leichten, losen Gütern. Die Beladung kann sowohl seitlich als auch durch das Heck des Aufliegers horizontal erfolgen. Der Lkw benötigt für den Betrieb eines Schubbodenaufliegers eine Hydraulikpumpe als Nebenantrieb.
Weiter bietet dieses System in der Fahrzeugtechnik auch in Hallen mit geringer Deckenhöhe und auf weichen Untergründen einen Vorteil, weil Güter ohne Hilfsmittel entladen werden können. Der Auflieger muss bei der Entladung nicht gekippt werden.

### Fördertechnik

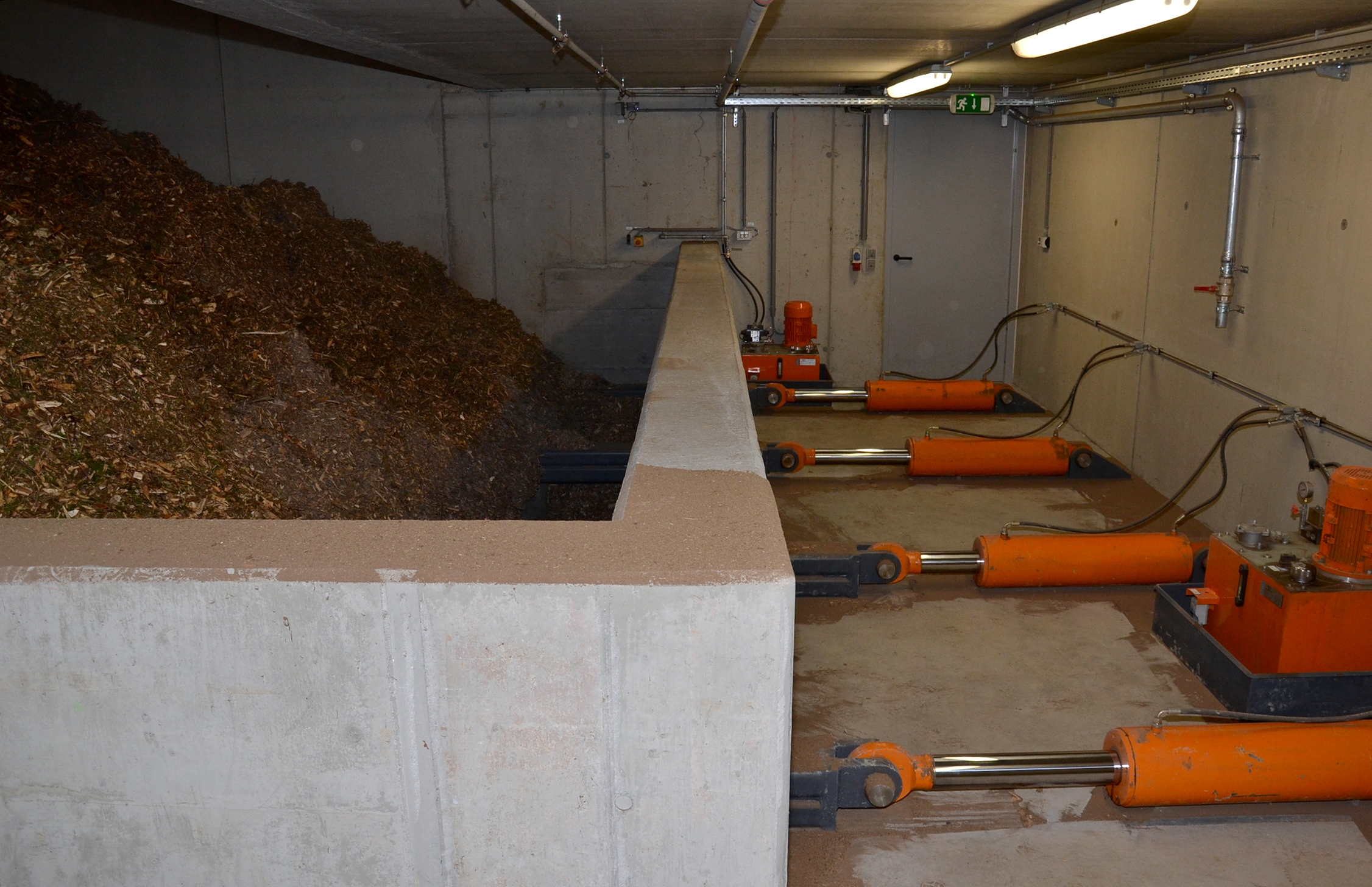
Schubboden eines Biomasseheizwerkes
links: Hackgut
rechts: Hydraulikzylinder (orange) mit Hydraulikaggregat (am rechten Bildrand)

Das Schubboden-System wird zum Beschicken und Dosieren in Spezialbunkern eingesetzt und bietet durch wartungsarmen Aufbau in der Fördertechnik eine platzsparende, gleichmäßige Austragung von schwer transportierbaren Materialien. Typische Anwendungen sind zum Beispiel Brennkesselbeschickung mit Holzhackschnitzeln oder der Transport von großvolumigem Schüttgut in Industriebetrieben oder Betrieben der Abfallwirtschaft.